# Wojciech Jakubowicz
Wojciech Jakubowicz (ur. 22 kwietnia 1822, zm. w 1890 w Warszawie) – polski duchowny, radny miejski, działacz powstania styczniowego.

## Życiorys
Wojciech Jakubowicz przyjął święcenia kapłańskie w 1847. Był kanonikiem honorowym w Warszawie oraz ojcem duchownym Wyższego Metropolitalnego Seminarium Duchowne w Warszawie. Ponadto nauczał religii w Instytucie Głuchoniemych i Ociemniałych. Był także wikariuszem parafii św. Aleksandra w Warszawie.
W 1859 przeniósł się do Łodzi gdzie został proboszczem parafii Wniebowzięcia Najświętszej Maryi Panny w Łodzi – jedynej katolickiej parafii w mieście, obejmując stanowisko proboszcza po Henryku Platerze. W okresie piastowania funkcji proboszcza powiększył kościół parafialny, był założycielem 3 szkół i dokonał reformy 2 dotychczas istniejących. Podjął również starania związane z budową kościoła Podwyższenia Świętego Krzyża, organizując zbiórkę funduszy oraz doprowadzając w 1860 do wydania zgody na budowę świątyni przez Komisję Rządową Spraw Wewnętrznych i Duchownych oraz przyczyniając się do rozpoczęcia budowy kościoła.
10 grudnia 1861 Jakubowicz został wybrany radnym Rady Miejskiej w Łodzi. Jego kazania o charakterze patriotycznym, a także poświęcenie sztandaru powstańców styczniowych pod dowództwem Józefa Dworzaczka przyczyniły się do odwołania go z funkcji radnego 29 września 1863 (wraz z 4 innymi radnymi) przez naczelnika wojennego Aleksandra von Broemsena, a następnie 24 lutego 1864 po nabożeństwie żałobnym za poległych w bitwie pod Dobrą, będącym jednoczenie patriotyczną manifestacją, z inicjatywy von Broemsena oraz hrabiego Teodora Berga został zesłany do Rosji do guberni kazańskiej. Jakubowicz powrócił do Polski w 1883, przenosząc się do Warszawy, gdzie w 1890 zmarł.
Jakubowicz od 1992 jest patronem ulicy na osiedlu Rogi w Łodzi.